# Phrynosoma
Phrynosoma són un gènere de sauròpsids (rèptils) escatosos de la família dels frinosomàtids coneguts com a llangardaixos cornuts, plora sangs o falsos camaleons. Es caracteritzen per tenir el cos aplanat en forma oval amb una filera d'espines envoltant els costats i una espècie de banyes en el cap, les quals estan fusionades amb els ossos del crani. La forma i nombre de les banyes en el cap vari segons l'espècie.
La major part de les espècies incloses a aquest grup s'alimenten quasi exclusivament de formigues, les quals cacen parant emboscades.

## Taxonomia
El gènere Phrynosoma inclou 21 espècies:
- Phrynosoma asio Cope, 1864
- Phrynosoma bauri Montanucci, 2015
- Phrynosoma blainvillii Gray, 1839
- Phrynosoma braconnieri Duméril & Bocourt, 1870
- Phrynosoma cerroense Stejneger, 1893
- Phrynosoma cornutum (Harlan, 1824)
- Phrynosoma coronatum (Blainville, 1835)
- Phrynosoma diminutum Montanucci, 2015
- Phrynosoma ditmarsi Stejneger, 1906
- Phrynosoma douglasii (Bell, 1828)
- Phrynosoma goodei Stejneger, 1893
- Phrynosoma hernandesi Girard, 1858
- Phrynosoma mcallii (Hallowell, 1852)
- Phrynosoma modestum Girard, 1852
- Phrynosoma orbiculare (Linnaeus, 1758)
- Phrynosoma platyrhinos Girard, 1852
- Phrynosoma sherbrookei Nieto-Montes et al., 2014
- Phrynosoma solare Gray, 1845
- Phrynosoma taurus Dugès, 1873
- Phrynosoma wigginsi Montanucci, 2004